# Liga de Campeones de voleibol femenino 2022-23
La Liga de Campeones de voleibol femenino 2022-23 fue la 63.ª edición de la historia de la máxima competición femenina de clubes organizada por la Confederación Europea de Voleibol. Se disputó entre el 18 de octubre de 2022 y el 20 de mayo de 2023. El campeón fue el VakifBank SK turco, tras derrotar por tres sets a uno al Eczacibasi Dynavit en la final a partido único disputada en Turín. Con esta victoria el Vakifbank alcanzó su sexto título en la competencia. La italiana Paola Egonu fue elegida Mejor Jugadora de la final tras anotar 40 puntos, consiguiendo así su tercer trofeo de Jugadora más valiosa en la Liga de Campeones en tres finales disputadas.

## Equipos participantes
| País     | Plazas | Equipos                   | Notas             |
| -------- | ------ | ------------------------- | ----------------- |
| Italia   | 3      | Imoco Conegliano          |                   |
| Italia   | 3      | Pro Victoria Monza        |                   |
| Italia   | 3      | AGIL Novara               |                   |
| Turquía  | 3      | Vakıfbank Estambul        |                   |
| Turquía  | 3      | Fenerbahçe Estambul       |                   |
| Turquía  | 3      | Eczacıbaşı                |                   |
| Polonia  | 3      | Chemik Police             |                   |
| Polonia  | 3      | Developres SkyRes Rzeszów |                   |
| Polonia  | 3      | ŁKS                       |                   |
| Francia  | 2      | ASPTT Mulhouse            |                   |
| Francia  | 2      | Volero Le Cannet          |                   |
| Alemania | 2      | MTV Stuttgart             |                   |
| Alemania | 2      | Potsdam                   | Subcampeón alemán |

| País               | Plazas | Equipos                   | Notas |
| ------------------ | ------ | ------------------------- | ----- |
| Rumania            | 2      | Alba-Blaj                 |       |
| Rumania            | 2      | Târgoviște                |       |
| Bulgaria           | 1      | Marica                    |       |
| España             | 1      | Club Voleibol Haris       |       |
| Finlandia          | 1      | Kuusamo                   |       |
| Hungría            | 1      | Vasas                     |       |
| Eslovenia          | 1      | Calcit Kamnik             |       |
| Bosnia-Herzegovina | 1      | Jedinstvo Brčko           |       |
| Ucrania            | 1      | SC Prometey Dnipro        |       |
| Serbia             | 1      | Estrella Roja de Belgrado |       |
| Croacia            | 1      | Mladost Zagreb            |       |
| Bélgica            | 1      | VDK Gent                  |       |

## Modo de disputa
Tras una fase de clasificación que otorgó tres pases a la ronda final entre ocho equipos, los 20 equipos de la fase final se dividieron mediante sorteo en cinco zonas. El ganador de cada zona y los tres mejores segundos avanzaron a los cuartos de final.Los partidos otorgaron 3 puntos al ganador en caso de victoria por 3-0 o 3-1, y 2 puntos al ganador y uno al perdedor en caso de victoria en tie-break (3-2). En caso de igualdad de puntos, se utilizó la siguiente fórmula de desempate: 1- partidos ganados 2- Cociente entre sets jugados y sets ganados 3- cociente entre puntos jugados y ganados 4- enfrentamiento directo entre los equipos. Aquellos equipos eliminados en la fase previa a la de grupos accedieron a la Copa CEV.
En los partidos de eliminación directa se utilizó el método del golden set ("set de oro") para definir el paso a la siguiente ronda. Este indica que si dos equipos están empatados en puntos tras sus partidos de ida y vuelta, deben jugar un set extra a 15 puntos en este último partido. La final fue disputada a partido único.
Los equipos rusos y bielorrusos continuaron siendo excluidos de la competencia por la CEV por lo que equipos de otras federaciones que ocupaban puestos más bajos en el ranking CEV accedieron a sus plazas tanto en la zona de grupos como la fase clasificatoria.

## Resultados

### Fase de grupos
|  | Avanza a cuartos de final |

|  | Los segundos y el mejor tercero avanzan a play-offs |

|  | Clasifica a cuartos de final de Copa CEV 2022–23 |

#### Grupo A
| Pos. | Equipo                      | Pts | Partidos | Partidos | Partidos | Sets | Sets | Sets  | Puntos | Puntos | Puntos |
| Pos. | Equipo                      | Pts | PJ       | PG       | PP       | SG   | SP   | SR    | PG     | PP     | PR     |
| ---- | --------------------------- | --- | -------- | -------- | -------- | ---- | ---- | ----- | ------ | ------ | ------ |
| 1.º  | A. Carraro Imoco Conegliano | 18  | 6        | 6        | 0        | 18   | 2    | 9.000 | 488    | 367    | 1.330  |
| 2.º  | Developres Rzeszów          | 11  | 6        | 4        | 2        | 13   | 9    | 1.444 | 482    | 444    | 1.086  |
| 3.º  | Volley Mulhouse Alsace      | 6   | 6        | 2        | 4        | 6    | 14   | .429  | 401    | 478    | .839   |
| 4.º  | Vasas Óbuda                 | 1   | 6        | 0        | 6        | 6    | 18   | .333  | 482    | 564    | .855   |

### Grupo B
| Pos. | Equipo             | Pts | Partidos | Partidos | Partidos | Sets | Sets | Sets  | Puntos | Puntos | Puntos |
| Pos. | Equipo             | Pts | PJ       | PG       | PP       | SG   | SP   | SR    | PG     | PP     | PR     |
| ---- | ------------------ | --- | -------- | -------- | -------- | ---- | ---- | ----- | ------ | ------ | ------ |
| 1.º  | Vero Volley Milano | 16  | 6        | 5        | 1        | 17   | 6    | 2.833 | 534    | 452    | 1.181  |
| 2.º  | Volero Le Cannet   | 11  | 6        | 4        | 2        | 15   | 11   | 1.364 | 554    | 541    | 1.024  |
| 3.º  | CS Volei Alba Blaj | 7   | 6        | 2        | 4        | 10   | 13   | .769  | 493    | 518    | .952   |
| 4.º  | SC Prometey Dnipro | 2   | 6        | 1        | 5        | 5    | 17   | .294  | 443    | 513    | .864   |

### Grupo C
| Pos. | Equipo                 | Pts | Partidos | Partidos | Partidos | Sets | Sets | Sets  | Puntos | Puntos | Puntos |
| Pos. | Equipo                 | Pts | PJ       | PG       | PP       | SG   | SP   | SR    | PG     | PP     | PR     |
| ---- | ---------------------- | --- | -------- | -------- | -------- | ---- | ---- | ----- | ------ | ------ | ------ |
| 1.º  | Igor Gorgonzola Novara | 15  | 6        | 5        | 1        | 15   | 6    | 2.500 | 503    | 433    | 1.162  |
| 2.º  | VakifBank              | 13  | 6        | 4        | 2        | 15   | 7    | 2.143 | 522    | 462    | 1.130  |
| 3.º  | SC Potsdam             | 7   | 6        | 3        | 3        | 12   | 14   | .857  | 563    | 581    | .969   |
| 4.º  | Crvena-Zvezda Beograd  | 1   | 6        | 0        | 6        | 3    | 18   | .167  | 396    | 508    | .780   |

### Grupo D
| Pos. | Equipo                | Pts | Partidos | Partidos | Partidos | Sets | Sets | Sets  | Puntos | Puntos | Puntos |
| Pos. | Equipo                | Pts | PJ       | PG       | PP       | SG   | SP   | SR    | PG     | PP     | PR     |
| ---- | --------------------- | --- | -------- | -------- | -------- | ---- | ---- | ----- | ------ | ------ | ------ |
| 1.º  | Allianz MTV Stuttgart | 13  | 6        | 5        | 1        | 16   | 7    | 2.286 | 520    | 458    | 1.135  |
| 2.º  | Fenerbahce Opet       | 13  | 6        | 4        | 2        | 15   | 7    | 2.143 | 514    | 463    | 1.110  |
| 3.º  | ŁKS Commercecon Łódź  | 10  | 6        | 3        | 3        | 11   | 10   | 1.100 | 476    | 451    | 1.055  |
| 4.º  | Tenerife La Laguna    | 0   | 6        | 0        | 6        | 0    | 18   | .000  | 315    | 453    | .695   |

### Grupo E
| Pos. | Equipo                    | Pts | Partidos | Partidos | Partidos | Sets | Sets | Sets  | Puntos | Puntos | Puntos |
| Pos. | Equipo                    | Pts | PJ       | PG       | PP       | SG   | SP   | SR    | PG     | PP     | PR     |
| ---- | ------------------------- | --- | -------- | -------- | -------- | ---- | ---- | ----- | ------ | ------ | ------ |
| 1.º  | Eczacibasi Dynavit        | 18  | 6        | 6        | 0        | 18   | 2    | 9.000 | 497    | 365    | 1.362  |
| 2.º  | Grupa Azoty Chemik Police | 10  | 6        | 4        | 2        | 14   | 10   | 1.400 | 538    | 503    | 1.070  |
| 3.º  | C.S.M. Targoviste         | 8   | 6        | 2        | 4        | 10   | 12   | .833  | 469    | 471    | .996   |
| 4.º  | Maritza Plovdiv           | 0   | 6        | 0        | 6        | 0    | 18   | .000  | 286    | 451    | .634   |

Fuente: CEV

### Mejores segundos
| Pos. | Grupo | Equipo                    | Pts | Partidos | Partidos | Partidos | Sets | Sets | Sets  | Puntos | Puntos | Puntos |
| Pos. | Grupo | Equipo                    | Pts | PJ       | PG       | PP       | SG   | SP   | SR    | PG     | PP     | PR     |
| ---- | ----- | ------------------------- | --- | -------- | -------- | -------- | ---- | ---- | ----- | ------ | ------ | ------ |
| 1.º  | C     | VakifBank                 | 13  | 6        | 4        | 2        | 15   | 7    | 2.143 | 522    | 462    | 1.130  |
| 2.º  | D     | Fenerbahce Opet           | 13  | 6        | 4        | 2        | 15   | 7    | 2.143 | 514    | 463    | 1.110  |
| 3.º  | A     | Developres Rzeszów        | 11  | 6        | 4        | 2        | 13   | 9    | 1.444 | 482    | 444    | 1.086  |
| 4.º  | B     | Volero Le Cannet          | 11  | 6        | 4        | 2        | 15   | 11   | 1.364 | 554    | 541    | 1.024  |
| 5.º  | E     | Grupa Azoty Chemik Police | 10  | 6        | 4        | 2        | 14   | 10   | 1.400 | 538    | 503    | 1.070  |
| 6.º  | D     | ŁKS Commercecon Łódź      | 10  | 6        | 3        | 3        | 11   | 10   | 1.100 | 476    | 451    | 1.055  |

### Play offs
|  | Play-off | Play-off                  | Play-off      | Play-off         | Play-off |    |            | Cuartos de final          | Cuartos de final | Cuartos de final | Cuartos de final |    |  | Semifinal | Semifinal | Semifinal | Semifinal | Semifinal |  |  | Final | Final | Final |  |
|  |          |                           |               |                  |          |    |            |                           |                  |                  |                  |    |  |           |           |           |           |           |  |  |       |       |       |  |
|  |          |                           |               |                  |          |    |            |                           |                  |                  |                  |    |  |           |           |           |           |           |  |  |       |       |       |  |
|  | 3D       | ŁKS                       | 0             | 0                |          |    |            |                           |                  |                  |                  |    |  |           |           |           |           |           |  |  |       |       |       |  |
|  | 3D       | ŁKS                       | 0             | 0                |          |    |            |                           |                  |                  |                  |    |  |           |           |           |           |           |  |  |       |       |       |  |
|  | 2C       | Vakifbank                 | 3             | 3                |          |    |            |                           |                  |                  |                  |    |  |           |           |           |           |           |  |  |       |       |       |  |
|  | 2C       | Vakifbank                 | 3             | 3                |          | 2C | VakıfBank  | 3                         | 3                |                  |                  |    |  |           |           |           |           |           |  |  |       |       |       |  |
|  |          |                           |               |                  |          | 2C | VakıfBank  | 3                         | 3                |                  |                  |    |  |           |           |           |           |           |  |  |       |       |       |  |
|  |          |                           | 1B            | Pro Volley Monza | 0        | 2  |            |                           |                  |                  |                  |    |  |           |           |           |           |           |  |  |       |       |       |  |
|  |          |                           | 1B            | Pro Volley Monza | 0        | 2  |            |                           |                  |                  |                  |    |  |           |           |           |           |           |  |  |       |       |       |  |
|  |          |                           |               |                  |          |    |            |                           |                  |                  |                  |    |  |           |           |           |           |           |  |  |       |       |       |  |
|  |          |                           |               |                  |          |    |            |                           |                  |                  |                  |    |  |           |           |           |           |           |  |  |       |       |       |  |
|  |          |                           |               |                  |          |    |            | VakifBank                 | VakifBank        | 0                | 3                | 15 |  |           |           |           |           |           |  |  |       |       |       |  |
|  |          |                           |               |                  |          |    |            |                           |                  |                  |                  | 15 |  |           |           |           |           |           |  |  |       |       |       |  |
|  |          |                           | Fenerbahçe    | Fenerbahçe       | 3        | 0  | 12         |                           |                  |                  |                  |    |  |           |           |           |           |           |  |  |       |       |       |  |
|  | 2E       | Chemik Police             | Fenerbahçe    | Fenerbahçe       | 3        | 0  | 12         | 2                         | 1                |                  |                  |    |  |           |           |           |           |           |  |  |       |       |       |  |
|  | 2E       | Chemik Police             |               |                  |          |    |            |                           | 1                |                  |                  |    |  |           |           |           |           |           |  |  |       |       |       |  |
|  | 2D       | Fenerbahçe                | 3             | 3                |          |    |            |                           |                  |                  |                  |    |  |           |           |           |           |           |  |  |       |       |       |  |
|  | 2D       | Fenerbahçe                | 3             | 3                |          | 2D | Fenerbahçe | 3                         | 2                |                  |                  |    |  |           |           |           |           |           |  |  |       |       |       |  |
|  |          |                           |               |                  |          | 2D | Fenerbahçe | 3                         | 2                |                  |                  |    |  |           |           |           |           |           |  |  |       |       |       |  |
|  |          |                           | 1A            | Imoco Conegliano | 0        | 3  |            |                           |                  |                  |                  |    |  |           |           |           |           |           |  |  |       |       |       |  |
|  |          |                           | 1A            | Imoco Conegliano | 0        | 3  |            |                           |                  |                  |                  |    |  |           |           |           |           |           |  |  |       |       |       |  |
|  |          |                           |               |                  |          |    |            |                           |                  |                  |                  |    |  |           |           |           |           |           |  |  |       |       |       |  |
|  |          |                           |               |                  |          |    |            |                           |                  |                  |                  |    |  |           |           |           |           |           |  |  |       |       |       |  |
|  |          |                           |               |                  |          |    |            |                           |                  |                  |                  |    |  |           | VakifBank | VakifBank | 3         |           |  |  |       |       |       |  |
|  |          |                           |               |                  |          |    |            |                           |                  |                  |                  |    |  |           |           |           |           |           |  |  |       |       |       |  |
|  |          |                           | Eczacıbaşı    | Eczacıbaşı       | 1        |    |            |                           |                  |                  |                  |    |  |           |           |           |           |           |  |  |       |       |       |  |
|  |          |                           | Eczacıbaşı    | Eczacıbaşı       | 1        |    |            |                           |                  |                  |                  |    |  |           |           |           |           |           |  |  |       |       |       |  |
|  |          |                           |               |                  |          |    |            |                           |                  |                  |                  |    |  |           |           |           |           |           |  |  |       |       |       |  |
|  |          |                           |               |                  |          |    |            |                           |                  |                  |                  |    |  |           |           |           |           |           |  |  |       |       |       |  |
|  |          | 1D                        | MTV Stuttgart | 1                | 0        |    |            |                           |                  |                  |                  |    |  |           |           |           |           |           |  |  |       |       |       |  |
|  |          |                           |               |                  |          |    |            |                           |                  |                  |                  |    |  |           |           |           |           |           |  |  |       |       |       |  |
|  |          |                           | 1C            | AGIL Novara      | 3        | 3  |            |                           |                  |                  |                  |    |  |           |           |           |           |           |  |  |       |       |       |  |
|  |          |                           | 1C            | AGIL Novara      | 3        | 3  |            |                           |                  |                  |                  |    |  |           |           |           |           |           |  |  |       |       |       |  |
|  |          |                           |               |                  |          |    |            |                           |                  |                  |                  |    |  |           |           |           |           |           |  |  |       |       |       |  |
|  |          |                           |               |                  |          |    |            |                           |                  |                  |                  |    |  |           |           |           |           |           |  |  |       |       |       |  |
|  |          |                           |               |                  |          |    |            | AGIL Novara               | AGIL Novara      | 3                | 0                |    |  |           |           |           |           |           |  |  |       |       |       |  |
|  |          |                           |               |                  |          |    |            |                           |                  |                  |                  |    |  |           |           |           |           |           |  |  |       |       |       |  |
|  |          |                           | Eczacıbaşı    | Eczacıbaşı       | 2        | 3  |            |                           |                  |                  |                  |    |  |           |           |           |           |           |  |  |       |       |       |  |
|  | 2B       | Volero Le Cannet          | Eczacıbaşı    | Eczacıbaşı       | 2        | 3  | 3          | 0                         | 13               |                  |                  |    |  |           |           |           |           |           |  |  |       |       |       |  |
|  | 2B       | Volero Le Cannet          |               |                  |          |    |            |                           | 13               |                  |                  |    |  |           |           |           |           |           |  |  |       |       |       |  |
|  | 2A       | Developres SkyRes Rzeszów | 0             | 3                | 15       |    |            |                           |                  |                  |                  |    |  |           |           |           |           |           |  |  |       |       |       |  |
|  | 2A       | Developres SkyRes Rzeszów | 0             | 3                | 15       |    | 2A         | Developres SkyRes Rzeszów | 1                | 2                |                  |    |  |           |           |           |           |           |  |  |       |       |       |  |
|  |          |                           |               |                  |          |    | 2A         | Developres SkyRes Rzeszów | 1                | 2                |                  |    |  |           |           |           |           |           |  |  |       |       |       |  |
|  |          |                           | 1E            | Eczacıbaşı       | 3        | 3  |            |                           |                  |                  |                  |    |  |           |           |           |           |           |  |  |       |       |       |  |
|  |          |                           | 1E            | Eczacıbaşı       | 3        | 3  |            |                           |                  |                  |                  |    |  |           |           |           |           |           |  |  |       |       |       |  |
|  |          |                           |               |                  |          |    |            |                           |                  |                  |                  |    |  |           |           |           |           |           |  |  |       |       |       |  |
|  |          |                           |               |                  |          |    |            |                           |                  |                  |                  |    |  |           |           |           |           |           |  |  |       |       |       |  |
|  |          |                           |               |                  |          |    |            |                           |                  |                  |                  |    |  |           |           |           |           |           |  |  |       |       |       |  |
|  |          |                           |               |                  |          |    |            |                           |                  |                  |                  |    |  |           |           |           |           |           |  |  |       |       |       |  |

### Resultados
Todos los horarios son expresados en hora local.

#### Play-offs
| 21/02/2023 18:00 | Grupa Azoty Chemik Police | 2 - 3                                         | Fenerbahce Opet Estambul | Netto Arena, Szczecin                                 |                                                       |
|                  |                           | ( 14-25, 29-27, 23-25, 25-22, 10-15 ) Reporte |                          | Árbitro(s): Sonja Simonovska Paul Catalin Szabo-Alexi | Árbitro(s): Sonja Simonovska Paul Catalin Szabo-Alexi |

| 22/02/2023 20:00 | Łks Commercecon Łódź | 0 - 3                           | Vakifbank Estambul | ŁÓDŹ Sport, Arena                                 |                                                   |
|                  |                      | ( 22-25, 12-25, 24-26 ) Reporte |                    | Árbitro(s): Ivaylo Ivanov Bogdan Laurentiu Stoica | Árbitro(s): Ivaylo Ivanov Bogdan Laurentiu Stoica |

| 23/02/2023 20:00 | Volero Le Cannet | 3 - 0                           | Developres Rzeszów | La Palestre, Le Cannet                  |                                         |
|                  |                  | ( 25-15, 29-27, 25-22 ) Reporte |                    | Árbitro(s): Nurper Ozbar Igor Porvaznik | Árbitro(s): Nurper Ozbar Igor Porvaznik |

| 01/03/2023 20:00 | Vakifbank SK | 3 - 0                           | Łks Commercecon Łódź | Vakifbank Spor Sarayi, Estambul       |                                       |
|                  |              | ( 25-23, 28-26, 25-23 ) Reporte |                      | Árbitro(s): Tibor Halász Benone Visan | Árbitro(s): Tibor Halász Benone Visan |

| 02/03/2023 18:30 | Fenerbahce Opet | 3 - 1                                  | Grupa Azoty Chemik Police | Burhan Felek Voleybol Salonu, Estambul      |                                             |
|                  |                 | ( 25-23, 25-19, 21-25, 25-18 ) Reporte |                           | Árbitro(s): Benedikt Geukes Olivier Guillet | Árbitro(s): Benedikt Geukes Olivier Guillet |

| 02/03/2023 20:00 | Developres Rzeszów | 3 - 0                           | Volero Le Cannet | RCWS Podpromie, Rzeszów                  |                                          |
|                  |                    | ( 25-15, 29-27, 26-24 ) Reporte |                  | Árbitro(s): Ilaria Vagni Risto Strandson | Árbitro(s): Ilaria Vagni Risto Strandson |

#### Cuartos de final
| 14/03/2023 18:00 | Developres Rzeszów | 1 - 3                                  | Eczacibasi Dynavit | RCWS Podpromie, Rzeszów                     |                                             |
|                  |                    | ( 19-25, 25-22, 16-25, 26-28 ) Reporte |                    | Árbitro(s): Bernard Valentar Andrea Puecher | Árbitro(s): Bernard Valentar Andrea Puecher |

| 14/03/2023 19:00 | Allianz Mtv Stuttgart | 1 - 3                                  | Igor Gorgonzola Novara | SCHARRena, Stuttgart                                     |                                                          |
|                  |                       | ( 25-21, 16-25, 21-25, 23-25 ) Reporte |                        | Árbitro(s): Maria De Las Olas Rodriguez Machin Roy Goren | Árbitro(s): Maria De Las Olas Rodriguez Machin Roy Goren |

| 15/03/2023 19:30 | Vakifbank SK | 3 - 0                           | Vero Volley Milano | Vakifbank Spor Sarayi, Estambul             |                                             |
|                  |              | ( 25-18, 25-19, 25-17 ) Reporte |                    | Árbitro(s): Mirko Jankovic Eldar Zulfugarov | Árbitro(s): Mirko Jankovic Eldar Zulfugarov |

| 16/03/2023 19:00 | Fenerbahce Opet Estambul | 3 - 0                           | A. Carraro Imoco Conegliano | Burhan Felek Voleybol Salonu, Estambul  |                                         |
|                  |                          | ( 25-19, 25-17, 25-19 ) Reporte |                             | Árbitro(s): Benedikt Geukes Jan Krticka | Árbitro(s): Benedikt Geukes Jan Krticka |

| 21/03/2023 20:00 | Vero Volley Milano | 2 - 3                                         | Vakifbank Istanbul | Allianz Cloud, Milano                       |                                             |
|                  |                    | ( 25-18, 22-25, 25-22, 21-25, 11-15 ) Reporte |                    | Árbitro(s): Fabrice Collados Ari Jokelainen | Árbitro(s): Fabrice Collados Ari Jokelainen |

| 22/03/2023 20:00 | Igor Gorgonzola Novara | 3 - 0                           | Allianz Mtv Stuttgart | Pala Igor Gorgonzola, Novara                  |                                               |
|                  |                        | ( 25-18, 25-19, 25-21 ) Reporte |                       | Árbitro(s): Vasileios Vasileiadis Dejan Rogić | Árbitro(s): Vasileios Vasileiadis Dejan Rogić |

| 23/03/2023 19:00 | Eczacibasi Dynavit Istanbul | 3 - 2                                        | Developres Rzeszów | Burhan Felek Voleybol Salonu, Estambul    |                                           |
|                  |                             | ( 20-25, 25-19, 24-26, 25-21, 15-8 ) Reporte |                    | Árbitro(s): Stanislava Simic Ilaria Vagni | Árbitro(s): Stanislava Simic Ilaria Vagni |

| 23/03/2023 20:30 | A. Carraro Imoco Conegliano | 3 - 2                                         | Fenerbahce Opet | Palaverde Villorba, Treviso                      |                                                  |
|                  |                             | ( 23-25, 15-25, 25-23, 25-20, 15-13 ) Reporte |                 | Árbitro(s): Ricardo Ferreira Aleksandar Petrovic | Árbitro(s): Ricardo Ferreira Aleksandar Petrovic |

#### Semifinales
| 05/04/2023 19:00 | Igor Gorgonzola Novara | 3 - 2                                         | Eczacibasi Dynavit Estambul | Pala Igor Gorgonzola, Novara                 |                                              |
|                  |                        | ( 25-23, 25-19, 20-25, 17-25, 16-14 ) Reporte |                             | Árbitro(s): Olivier Guillet Sonja Simonovska | Árbitro(s): Olivier Guillet Sonja Simonovska |

| 06/04/2023 19:30 | Vakifbank SK | 0 - 3                           | Fenerbahce Opet | Vakifbank Spor Sarayi, Estambul                        |                                                        |
|                  |              | ( 10-25, 23-25, 20-25 ) Reporte |                 | Árbitro(s): David Fernandez Fuentes Ozan Cagi Sarikaya | Árbitro(s): David Fernandez Fuentes Ozan Cagi Sarikaya |

| 12/04/2023 19:00 | Eczacibasi Dynavit | 3 - 0                           | Igor Gorgonzola Novara | Burhan Felek Voleybol Salonu, Estambul |                                        |
|                  |                    | ( 25-22, 25-12, 25-21 ) Reporte |                        | Árbitro(s): Mathias Ewald Roy Bensimon | Árbitro(s): Mathias Ewald Roy Bensimon |

| 13/04/2023 19:00 | Fenerbahce Opet | 0 - 3                           | Vakifbank SK | Burhan Felek Voleybol Salonu, Estambul            |                                                   |
|                  |                 | ( 22-25, 14-25, 22-25 ) Reporte |              | Árbitro(s): Paul Catalin Szabo-Alexi Nurper Ozbar | Árbitro(s): Paul Catalin Szabo-Alexi Nurper Ozbar |

#### Final
| 20/05/2023 17:30 | Vakifbank SK | 3 - 1                                  | Eczacibasi Dynavit | Pala Alpitour, Turín                      |                                           |
|                  |              | ( 27-25, 25-17, 23-25, 25-17 ) Reporte |                    | Árbitro(s): Stanislava Simic Ilaria Vagni | Árbitro(s): Stanislava Simic Ilaria Vagni |

| Campeón Vakifbank SK 6° título |